# Eberhard Fensch
Eberhard Fensch (* 20. Mai 1929 in Stettin; † 8. Januar 2017 in Anklam) war ein deutscher Journalist und Parteifunktionär (SED). Er war von 1968 bis 1989 als stellvertretender Leiter der Abteilung Agitation des ZK der SED für die Anleitung des Rundfunks und Fernsehens der DDR zuständig.

## Leben
Der Sohn eines Waagenbauers besuchte die Grund- und Oberschule. Während der Zeit des Nationalsozialismus war er Mitglied der Hitlerjugend.
Nach dem Krieg wurde er 1946 Mitglied der FDJ. Er war 1947/48 zunächst Mitglied der LDPD, trat 1948 in die SED ein. Ab 1950 arbeitete Fensch zunächst als Kulturleiter in der Seereederei Rostock. Von 1950 bis 1952 fungierte er als Erster Sekretär der FDJ-Kreisleitung Rostock. Nachdem sein Vater 1951 die DDR Richtung West-Berlin verlassen hatte, war seine Karriere als FDJ-Funktionär vorerst beendet. Fensch wurde 1952 zur „Bewährung“ als FDJ-Sekretär an die Mathias-Thesen-Werft in Wismar geschickt. In Wismar übernahm er 1954 die Leitung der Betriebszeitung und den Betriebsfunk der Werft. 1955/56 war Fensch Reporter bzw. Redakteur beim Sender Rostock, dessen Leitung er bereits 1956 kommissarisch übernahm. Im August 1961 wechselte er nach Ost-Berlin, wo er die Wirtschaftsredaktion der beiden Sender von Radio DDR (Radio DDR I und II) übernahm. Ein Fernstudium an der Sektion Journalistik der KMU Leipzig schloss er 1963 als Diplomjournalist ab. Fensch wurde 1966 Mitglied des Staatlichen Rundfunkkomitees der DDR und 1968 von ZK-Sekretär Werner Lamberz in die ZK-Abteilung Agitation berufen. Als stellvertretender Leiter der Abteilung Agitation war er bis 1989 für die Zensur von Hörfunk und Fernsehen der DDR zuständig. Er selbst bezeichnete seine Arbeit als „Ratgeber, Hilfsorgan und Kontrollinstanz in einem“.
Im Januar 1990 wurde er aus dem Verband der Journalisten der DDR (VdJ) ausgeschlossen. Im Februar 1990 ging er in den Vorruhestand. Er lebte zuletzt auf der Insel Usedom. Eberhard Fensch verstarb am 8. Januar 2017 in einem Krankenhaus in Anklam.

## Auszeichnungen
- 1979 Vaterländischer Verdienstorden in Silber und 1984 in Gold

## Schriften
- So und noch besser: Wie Honecker das Fernsehen wollte. Verlag Edition Ost, Berlin 2003, ISBN 3-360-01047-7
- Geheimakte „Werderscher Markt“. Spotless-Verlag, Berlin 2006, ISBN 3-937943-24-2
- Die Invasion der Drücker. Spotless-Verlag, Berlin 2010, ISBN 978-3-360-02031-4

## Hörspiele
- 1967: Spätschicht – Regie: Helmut Hellstorff (Rundfunk der DDR)
- 1968: Die Träume des Dr. Reinschmidt – Regie: Horst Schönemann (Rundfunk der DDR)
- 1969: Widerspruch – Regie: Horst Schönemann (Rundfunk der DDR)